# Mar do Leste (Donghae)

Localização do Mar do Leste / Mar do Japão

O Mar do Leste (em coreano Donghae: 동해), também denominado Mar do Japão (em japonês Nihonkai: 日本海), é um mar marginal semifechado do Oceano Pacífico Norte, situado no nordeste da Ásia. Na Coreia do Norte, é chamado de Mar do Leste de Joseon.
Este corpo d'água é delimitado ao norte pelo Krai de Primorsky, na região do Extremo Oriente da Rússia, e pela Ilha Sacalina; a oeste, pela Península Coreana e pela Província Autônoma Especial de Jeju; e a leste e sudoeste pelo arquipélago japonês, incluindo as ilhas de Hokkaido, Honshu e Kyushu.
O Mar do Leste localiza-se aproximadamente entre as latitudes 35° N e 52° N e as longitudes 127° E e 143° E. Ele se conecta ao Oceano Pacífico por meio de cinco estreitos: Estreito da Coreia, ao sul, ligando-o ao Mar da China Oriental; Estreito da Tartária, ao norte, que o conecta ao Mar de Okhotsk; Estreito de Tsugaru, entre as ilhas japonesas de Honshu e Hokkaido; Estreito de La Pérouse (ou Soya) e o de Kanmon.
O Mar do Leste é mencionado na primeira estrofe do Hino Nacional da Coreia do Sul (Aegukga, que significa “Canção de Amor à Pátria”), que afirma: "Até que as águas do Mar do Leste sequem e o Monte Baekdu se desgaste".
Em representações cartográficas internacionais, observa-se uma predominância do uso do nome geográfico "Mar do Japão", embora também seja reconhecida o nome geográfico "Mar do Leste". Em alguns mapas, adota-se a dupla nomenclatura “Mar do Japão/Mar do Leste” para contemplar diferentes perspectivas regionais e históricas.

## Aspectos físicos
A área total do Mar do Leste é de aproximadamente 1.007.300 km2 , com uma forma alongada no sentido norte-sul. A profundidade média do mar é de cerca 1.684 km, atingindo sua profundidade máxima na Bacia do Japão (também chamada de Bacia do Mar do Leste na Coreia), com aproximadamente 3.742 m.
A formação geológica do Mar do Leste (entre 23 e 15 milhões de anos atrás) está relacionada à tectônica de placas da região do nordeste asiático (incluindo a Placa Euroasiática, Placa do Pacífico e Placa das Filipinas), por meio de processos de rifteamento e subsidência ocorridos do final do Oligoceno ao início do Mioceno, durante a Era Cenozoica. O Mar do Leste formou-se como resultado da abertura de uma bacia de arco posterior, associado à colisão e subducção da Placa do Pacífico.
Durante esse processo, a Bacia do Japão foi a primeira a se abrir, seguida pela Bacia de Yamato e pela Bacia de Ulleung. Estima-se que o desenvolvimento completo do mar, desde sua formação inicial até atingir sua configuração geológica atual, tenha levado mais de 10 milhões de anos.
A região permanece sismicamente ativa e abriga diversas estruturas geológicas submarinas, como montes submarinos, falhas tectônicas e vulcões submersos.
A topografia submarina do Mar do Leste é composta por três grandes bacias de águas profundas: a Bacia do Japão, localizada ao norte e ocupando a maior área; a Bacia de Ulleung, situada a leste de Pohang; e a Bacia de Yamato, que está localizada ao leste da Bacia de Ulleung (Bacia Tsushima), próxima à costa japonesa. Essas bacias estão interligadas por vários planaltos, como o Planalto Coreano e a Elevação de Yamato, e por uma passagem entre bacias localizadas entre Dokdo e Ulleungdo. As bacias de Ulleung e Yamato apresentam uma fileira de vulcões cenozoicos ao longo de suas bordas setentrionais, enquanto as regiões meridionais dessas bacias são caracterizadas pelo desenvolvimento de bacias profundas.
O Mar do Leste abriga diversas ilhas, muitas de origem vulcânica, como:
- Coreia do Sul: Dokdo, Ulleungdo, Gadeokdo, Oryukdo, etc.

- Japão: Okinoshima, Rishiri, Rebun, Okushiri, Sado, Tsushima, etc.

- Rússia: Russky, Putyatin.

- Coreia do Norte: Al-som, Ryo-Do.

## Correntes oceânicas
A circulação oceânica no Mar do Leste é influenciada por duas principais correntes: a Corrente de Tsushima, de águas quentes, a qual é um ramo da Corrente de Kuroshio e entra na região pelo Estreito da Coreia; e a Corrente de Liman, de águas frias, que desce do Mar de Okhotsk e se ramifica na Corrente Fria da Coreia do Norte.

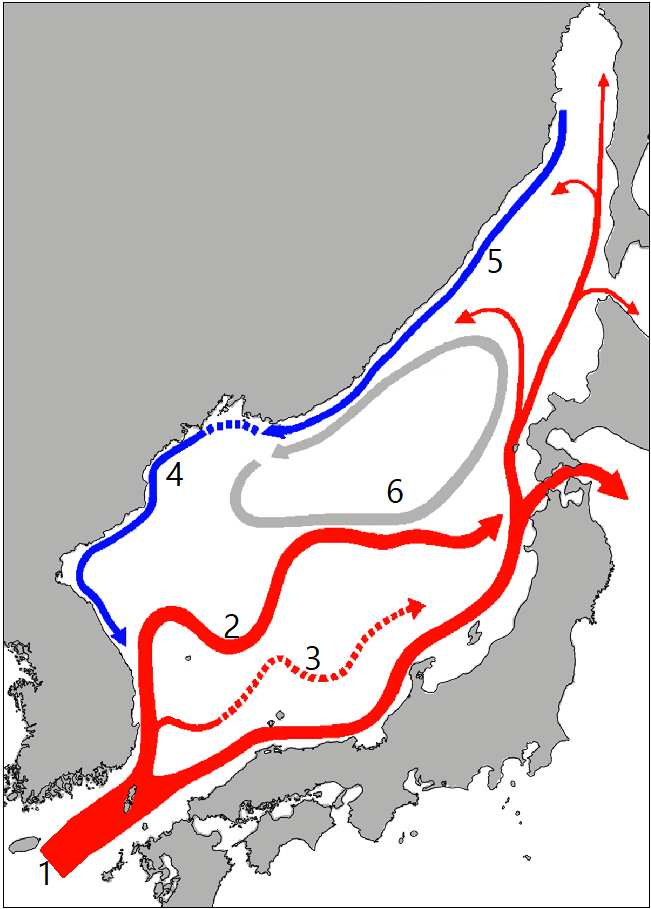
1. Corrente quente Tsushima; 2. Corrente quente da Coreia Oriental; 3. Ramo offshore; 4. Corrente fria da Coreia do Norte; 5. Corrente fria de Liman; 6. Corrente superficial/intermediária.

A Corrente de Tsushima origina-se como uma ramificação da Corrente de Kuroshio no Mar da China Oriental e flui para o norte ao longo do Mar do Leste. Caracteriza-se por sua elevada temperatura e densidade da água. A Corrente Quente da Coreia Oriental deriva da Corrente de Tsushima na extremidade leste do Estreito da Coreia e flui para o norte ao longo da costa sudeste da Península Coreana. Essa corrente se mistura com a Corrente Fria da Coreia do Norte entre as latitudes 36° e 38° N, alterando sua direção em direção ao oceano aberto, rumo ao sudeste. O limite entre as duas correntes muda continuamente, formando redemoinhos no Mar do Leste. Posteriormente, a corrente muda de direção novamente, fluindo para nordeste e se junta à Corrente Quente de Tsushima.
A Corrente Fria de Liman tem origem próxima ao Estreito da Tartária, na Rússia, e flui para o sul ao longo do continente euroasiático até o Mar do Leste. É caracterizada por baixa temperatura, baixa salinidade, alto teor de nutrientes e grande abundância de espécies de peixes de água fria. A Corrente Fria da Coreia do Norte é uma extensão da Corrente Fria de Liman, fluindo para sudoeste ao longo da costa leste da Coreia do Norte.
A interação entre essas massas de água quente e fria contribui para a rica biodiversidade marinha da região.

## Questões de Nomenclatura Geográfica

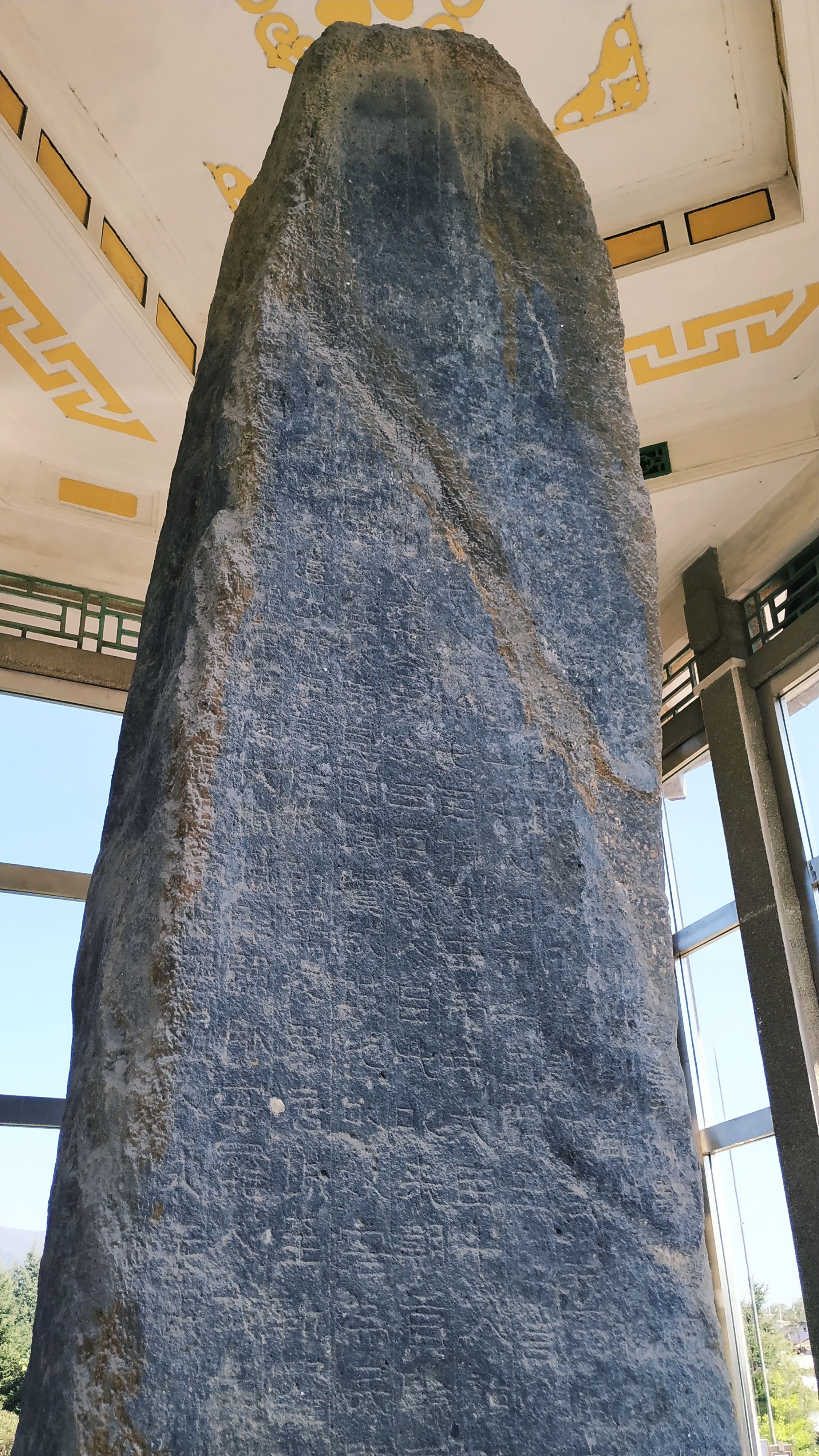
O nome Mar do Leste (“東海”) aparece no epitáfio do Monumento ao Rei Gwanggaeto de Goguryeo (414).

Ao longo da história, o mar que separa a península coreana do arquipélago japonês foi chamado por muitos nomes. Devido à sua biodiversidade marinha, documentos antigos da China e da Coreia o mencionam como Gyeonghae, ou "Mar da Baleia". Já no Japão, era conhecido como Bukhae, ou "Mar do Norte", nome usado até o início do século XX  .
O nome Mar do Leste (Donghae) aparece pela primeira vez em registros coreanos datados de 59 a.C., sendo adotado desde então como referência regional. De acordo com Samguksagi (三國史記, História dos Três Reinos, 1145), o termo “東海” (“Mar do Leste”) já estava em uso em 50 a.C., ou seja, cerca de 1.700 anos antes da primeira aparição do nome “日本海” (“Mar do Japão”) no mapa Kunyu Wanguo Quantu (Mapa dos Miríades de Países do Mundo, 1602), elaborado por Matteo Ricci.

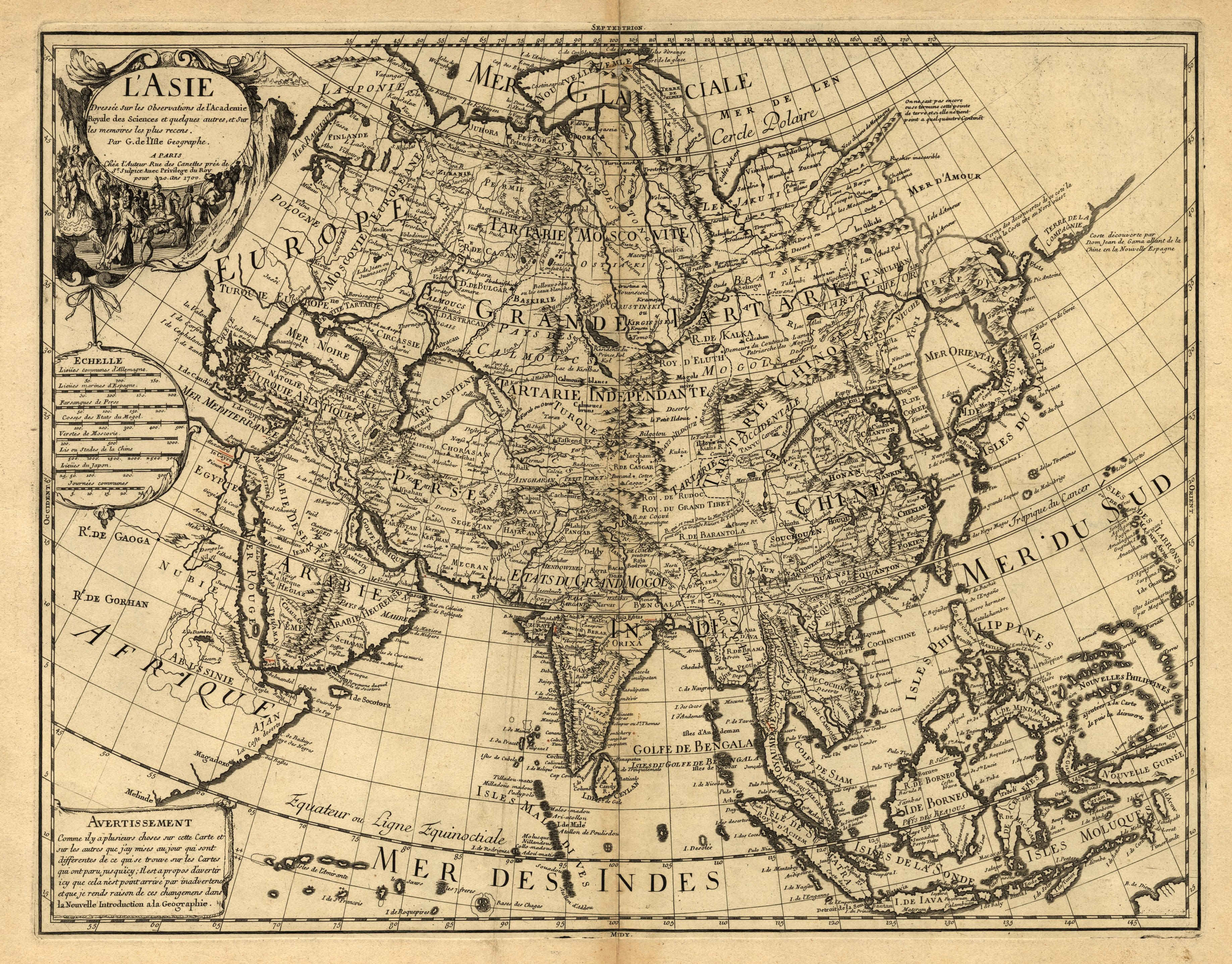
Mapa “L'Asie”, de Delisle (1700), no qual aparece o nome geográfico “Mer Orientale”, situado entre a península coreana e o arquipélago japonês.

A partir do século XVI, com o aumento da produção de mapas no Ocidente, esse mar começou a receber uma variedade de nomes: Mar da China, Mar do Japão, Mar da Coreia, Mar Oriental, entre outros. Até o final do século XVIII, o nome mais comum nos mapas europeus era Mar da Coreia.
No século XIX, com o Japão se abrindo ao mundo e adotando influências ocidentais durante a Restauração Meiji, o nome Mar do Japão começou a ganhar força. Esse processo se intensificou com o imperialismo japonês e os conflitos militares, como a Primeira Guerra Sino-Japonesa (1894–1895) e a Guerra Russo-Japonesa (1905). Foi nesse contexto que o nome passou a se consolidar, especialmente após a colonização da Coreia, que ficou sem voz diplomática para contestar a mudança.
Na década de 1920, o nome "Mar do Japão" foi oficialmente registrado pela Organização Hidrografia Internacional (OHI), mesmo sem consenso entre os países envolvidos. Desde então, a nomenclatura tem sido motivo de debate.
Mapas antigos, tanto coreanos quanto europeus — incluindo exemplares da Alemanha, Reino Unido e Rússia — mostram que o nome Mar do Leste também era amplamente utilizado, reforçando a ideia de que essa denominação tem raízes históricas profundas.
Diante disso, o governo sul-coreano propôs à comunidade internacional que se adote o uso conjunto dos nomes Mar do Leste / Mar do Japão, até que Japão e Coreia cheguem a um acordo sobre uma nomenclatura comum e mutuamente aceita.

## Princípios Internacionais de Nomenclatura Geográfica
As águas do chamado “Mar do Leste” abrangem os mares territoriais e as Zonas Econômicas Exclusivas (ZEE) da Coreia do Sul, Coreia do Norte, Japão e Rússia. Trata-se, portanto, de uma região onde a jurisdição e os direitos soberanos são compartilhados por diversos países.
Em casos como esse, o nome de uma característica geográfica comum costuma ser definido por meio de acordo mútuo entre os países envolvidos. Na ausência de consenso, a prática internacional recomenda o uso simultâneo de todos os nomes reconhecidos. Esse princípio é respaldado por resoluções da Organização Hidrográfica Internacional (OHI) e da Conferência das Nações Unidas sobre a Padronização de Nomes Geográficos (UNCSGN).
Considerando os princípios gerais de nomenclatura adotados pela comunidade internacional, o uso simultâneo dos nomes geográficos “Mar do Leste” e “Mar do Japão” em representações cartográficas mundiais está em conformidade com as diretrizes internacionais. Essa abordagem busca respeitar as diferentes perspectivas envolvidas.

### A Organização Hidrográfica Internacional (OHI)

#### Resolução IHO 1/1972 (Resolução Técnica A4.2.6) (1974)[12]
“É recomendado que, quando dois ou mais países compartilham uma determinada característica geográfica (como, por exemplo, uma baía, estreito, canal ou arquipélago) sob uma forma de nome diferente, eles devem se esforçar para chegar a um acordo sobre a fixação de um único nome para a característica em questão e publicações, a menos que razões técnicas impeçam essa prática em cartas de pequena escala, por exemplo, Canal da Mancha/La Manche.”

### Conferências das Nações Unidas sobre a Padronização de Nomes Geográficos

#### Resolução III/2 Trabalho do Grupo das Nações Unidas de Especialistas em Nomes Geográfico (1977, p. 37)[13][14]
“A Conferência, Considerando a necessidade de padronização internacional de nomes de acidentes geográficos que estejam sob a soberania de mais de um país ou que estejam divididos entre dois ou mais países,
1. Recomenda que os países que compartilham uma determinada característica geográfica sob diferentes nomes, devem esforçar-se, na medida do possível, por chegar a um acordo sobre a fixação de um nome único para a característica em causa;
2. Recomenda ainda que, quando países que compartilham uma determinada característica geográfica não conseguem concordar com um nome em comum, a regra geral da cartografia internacional que o nome usado por cada um dos países envolvidos seja aceito. Uma política de aceitar apenas um ou alguns desses nomes e excluir os restantes seria inconsistente em princípio, bem como inadequada na prática. Somente razões técnicas pode, por vezes, tornar necessário, especialmente no caso de mapas de pequena escala, dispensar o uso de certos nomes pertencentes a um idioma ou outro.”